# 水解植物蛋白
水解植物蛋白（英語：Hydrolyzed vegetable protein，缩写HVP）是将蛋白质含量高的植物原料（一般是粮食或荚果，如大豆豆粕、玉米或小麦）经过水解得到的产品。水解产品一般颜色深，富含谷氨酸等带有鮮味的氨基酸，一般有类似肉汤的风味，可作为许多食品的增味剂。
水解植物蛋白可以通过酸水解（加入热盐酸或硫酸降解，再通过氢氧化钠中和），也可以通过酶水解。酸水解植物蛋白能将蛋白质变成完全无过敏性的单个氨基酸，但中和过程中会产生食盐。酶水解会产生较短的多肽，并不能完全去除原植物蛋白的过敏性。
水解植物蛋白的多种氨基酸和多肽各有各的风味，并非是纯粹的谷氨酸鲜味。由于输入物并非纯蛋白质，水解过程中还会通过氨基酸降解、糖环化、美拉德反应等产生多种风味副产物。通过调整反应条件，可以生成肉、黄油、烧烤烟等多种风味。酵母提取物风味的来源与此相似。

## 安全性
盐酸水解的植物蛋白生产时，由于甘油和盐酸反应，可能产生3-MCPD。3-MCPD在老鼠中确认致癌，在人类中暂且怀疑致癌，因此各国都已制定限量。《食品法典》委员会指出，有三种方法降低酸水解植物蛋白的3-MCPD含量：一，控制反应温度和时间，避免高温时间过长；二，及时加碱中和盐酸，或直接加一步碱性水解步骤；三、将盐酸换成其他的强酸，如硫酸。